# Undercover (banda)
Undercover é um grupo britânico de dance music e rock de Londres, Inglaterra, formado em 1991, conhecido por suas versões cover de "Baker Street", de Gerry Rafferty, "Never Let Her Slip Away", de Andrew Gold. O grupo também é conhecido por músicas próprias, como "Lovesick" e "Best Friend". 
No Brasil, se tornaram conhecidos após terem duas músicas incluídas em coletâneas da gravadora Som Livre: "Baker Street" em "Top Hits" (1993) e "Lovesick" na coletânea Top Surprise (1994). Ainda: "Best Friend" em "Club Dancing" (Warner Music, 1994), "Every Breath You Take" na trilha sonora da novela adolescente "Malhação 3" (Som Livre, 1996) e outros sucessos em coletâneas da gravadora Paradoxx Music. Depois de terem atingido o auge do sucesso em 1992 e 1993, o grupo se mantém formado até os dias atuais.

## Visão geral
O primeiro single lançado era uma versão cover de " Baker Street ", sucesso de Gerry Rafferty , de 1978. Tornou-se seu maior hit quando atingiu # 2 no UK Singles Chart em setembro de 1992, [1] ficando atrás apenas de outra dance music, "Rhythm is a Dancer", do Snap!. Foi o 11º single mais vendido de 1992 no Reino Unido, e também alcançou grande sucesso nas paradas em toda a Europa, vendendo mais de um quarto de um milhão de unidades só na Alemanha.
O Undercover lançou mais 5 singles. O segundo single foi um cover de " Never Let Her Slip Away ", de Andrew Gold, coincidentemente, também originalmente de 1978. Ele chegou a # 5, e permaneceu no Reino Unido gráfico por um total de 11 semanas.[1] Depois do sucesso destes dois singles, um álbum, Check out the Groove , foi lançado, atingindo # 26 no UK Albums Chart . [1] "I wanna stay with you" (cover da musica de Gallagher e Lyle) e "Lovesick", ambos a partir de 1993, alcançaram # 28 e # 62, respectivamente. 
Em 1994, o Undercover lançou um novo single, "Best friend", e seu segundo álbum, Ain't no stoppin' us . [1] 

## Discografia

### Singles
- Baker Street, 1992
- Never let her slip away, 1992
- I wanna stay with you, 1993
- The way it is (Alemanha), 1993
- Waiting For A Girl Like You (Brasil), 1993
- September (Brasil), 1993
- Lovesick, 1993
- Best Friend, 1994
- True (Brasil), 1994
- Every breath you take (Alemanha), 1995
- Bring back your love (Alemanha), 1996
- Everybody Needs Somebody (Brasil), 1997
- If you leave me now, 2000
- Viva England, 2004

### Álbuns
- Check Out the Groove , Reino Unido nº 26, dezembro 1992 Altra Moda Música
- Ain't no stoppin' us de 1994

[1]

### Membros
- John Matthews (nascido em 14 de dezembro de 1966) - Vocais
- Jon Jules (nascido em 10 de agosto de 1966) - Saxofone
- Steve Mac (nascido em 13 de setembro de 1967) - Teclado
- Tim Laws (nascido em 08 de junho de 1965) - Bateria